# Политички затвореник
Политички затвореник је израз који у свом најширем смислу означава сваку особу којој је државна власт ограничила слободу кретања — смештањем у затвор, концентрациони логор, притвор или кућни притвор — из политичких разлога. У свом традиционалном значењу се под тиме подразумевају особе осуђене на затворске и друге казне због тзв. политичких кривичних дела као што су велеиздаја, субверзија, контрареволуција или угрожавање уставног поретка. Колоквијално значење појма означава особе које су затворене што су својом делатношћу представљале опозицију, претњу или сметњу некој тоталитарној, ауторитарној или опресивној власти. 
У ширем смислу израз политички затвореник, поготово у другој половини 20. века, има позитивне конотације, те се обично везује уз особе које уживају репутацију дисидента или борца за слободу те због тога ужива симпатије у међународној јавности. Због тих разлога државе и режими које затварају људе из политичких разлога никада не користе израз политички затвореник, док, насупрот томе, није редак случај да многе затворене особе из пропагандних разлога себе проглашавају политичким затвореницима.
Делимично у настојању да се избегну политичке злоупотребе појма, неке организације за заштиту људских права, као што је Amnesty International, су увеле шири појам тзв. затвореника савјести.